# Isola Thompson (Windmill)
L'isola Thompson (in inglese Thompson Island) è una piccola isola antartica facente parte dell'arcipelago Windmill.
Localizzata ad una latitudine di 66° 00' sud e ad una longitudine di 110°07' est e circa un chilometro al largo della costa Budd, l'isola è la più grande del gruppo Balaena. La zona è stata mappata per la prima volta mediante ricognizione aerea durante l'operazione Highjump e l'operazione Windmill, negli anni 1947-1948. È stata intitolata dalla US-ACAN a R.H.J. Thompson, che ha partecipato a numerose spedizioni antartiche australiane.
.
L'isola è composta da due picchi rocciosi uniti da una striscia pianeggiante ghiacciata. Per questo motivo alcuni credono che in realtà ogni picco costituisca un'isola distinta.